# Cyprinus ilishaestomus
Cyprinus ilishaestomus är en fiskart som beskrevs av Chen och Huang, 1977. Cyprinus ilishaestomus ingår i släktet Cyprinus och familjen karpfiskar. IUCN kategoriserar arten globalt som akut hotad. Inga underarter finns listade i Catalogue of Life.